# Sr. González (músico)

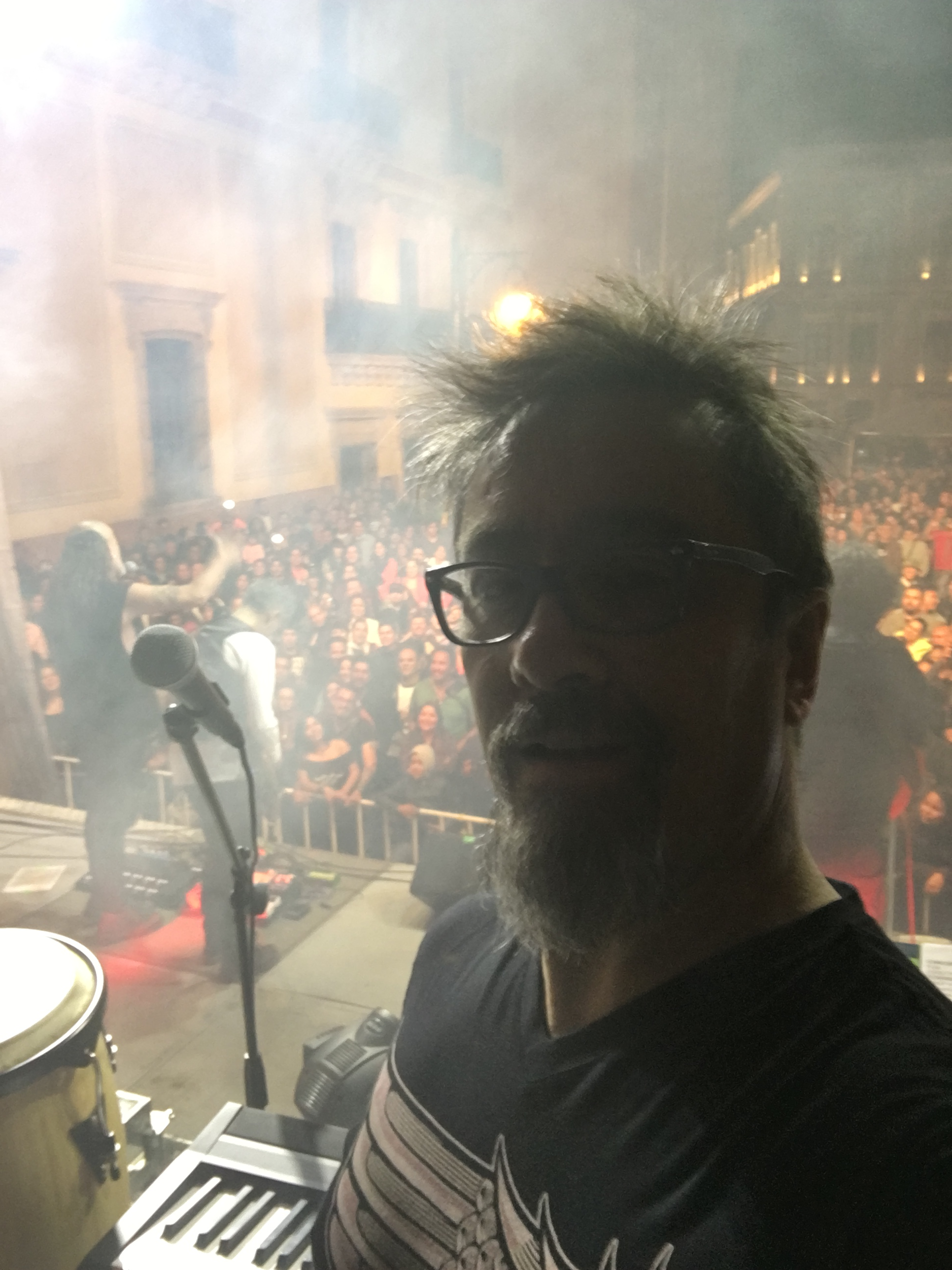
Sr. González, concierto de Botellita de Jerez, Zacatecas 24 jun 2016

El 'Sr. González’ (Ciudad de México, 8 de julio de 1962) es un artista reconocido en el rock mexicano, tanto como músico como cronista y enciclopedista de la escena. Se da a conocer como integrante de la segunda etapa de Botellita de Jerez, en donde colaboró en teclados, batería, y voz. Ha participado también con bandas como Cafe Tacvba, Tex-Tex, Julieta Venegas, Fratta, entre otras, y realizado 7 discos como solista, por lo que es considerado uno de los grandes de la música rock en español de los 90. Ha publicado libros biográficos, como Mi Vida Pop, editado por la Secretaría de Educación Pública en México, SEP, y distribuido en la red de bibliotecas de la República Mexicana. También es conocido su trabajo por documentar la escena, con la trilogía 60 Años de Rock Mexicano.

## Vida personal
Nacido en la Ciudad de México, cursó su educación primaria y secundaria, durante la infancia y adolescencia, en Estados Unidos, Perú y Venezuela en los 60 y 70. El Sr. González es un músico reconocido entre los aficionados del rock en español.

## Estudios
En 1981, ingresó a la Universidad Iberoamericana, en México, donde estudió arquitectura.

## Carrera musical
Compositor y multi-instrumentalista, inició tocando rock progresivo en una banda llamada Parthenon, en Caracas Venezuela. Después ejecutó rock pop en un proyecto conocido como Baraja. Más adelante, se integró al grupo Botellita de Jerez, a la par que colaboró con Fratta, con Café Tacuba, con Julieta Venegas, con Tex Tex, y con Kenny y los Eléctricos. 
Con Botellita de Jerez grabó los discos “Niña de Mis Ojos” (1989), “Busca Amor” (1991), “Forjando Patria” (1994), “Superespecial Desenchufado” (1996) y “El Último Guacarock” (1997) para las disqueras transnacionales Polygram y BMG Ariola. En una segunda etapa, lanzaron el álbum "#NoPinchesMames" durante el 2015. 

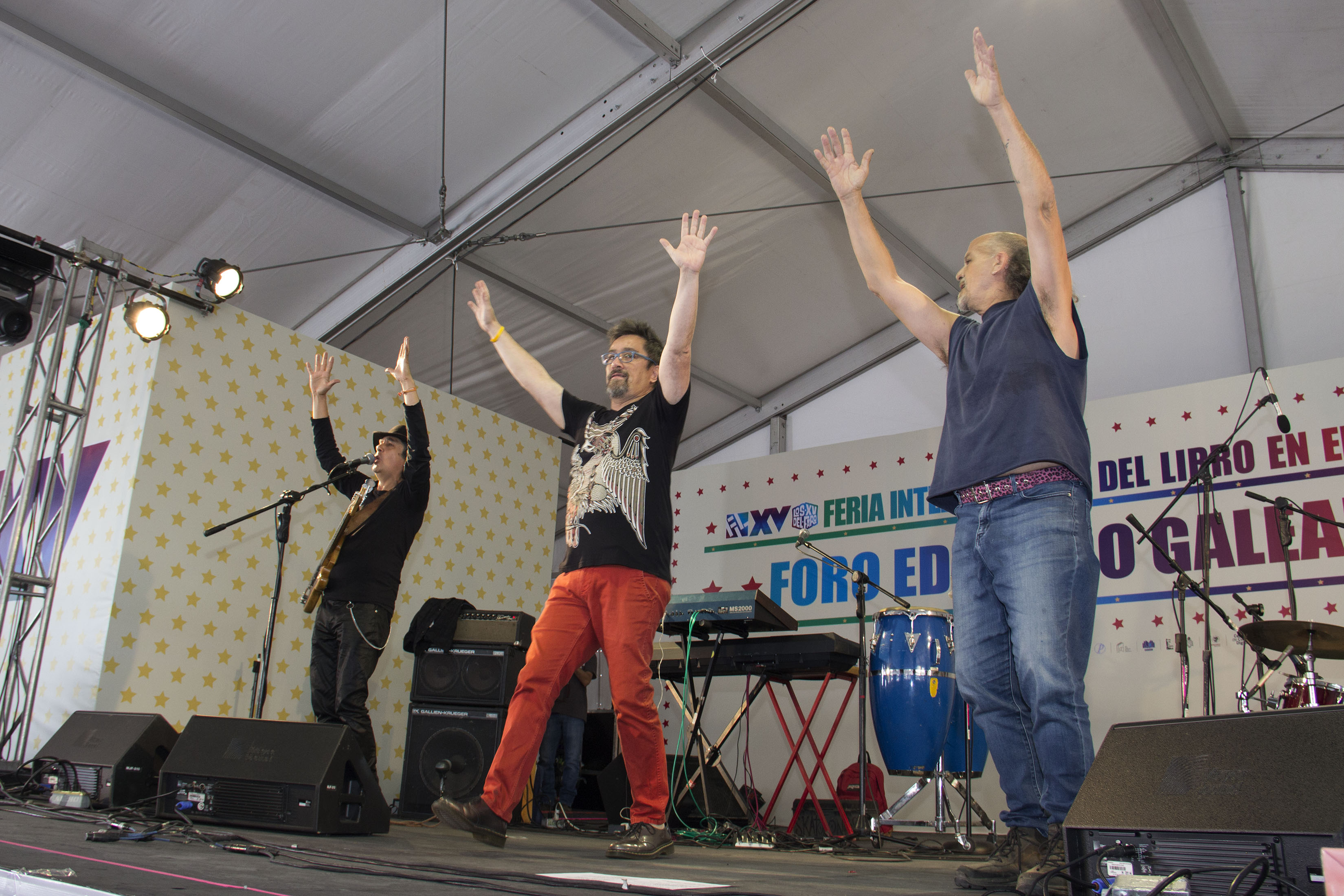
El Sr. González en un concierto de Botellita de Jerez. 2015

En 1998 lanza su primer álbum de autor, titulado El Sr. González y los Cuates de la Chamba, la canción "Burbujas de Jabón" estuvo en el #1 del Billboard de MTV Latinoamérica. También, el video de la canción “Escribiéndole” recibiera un premio en el Festival Pantalla de Cristal. Este disco es parte del libro "100 Discos Esenciales del Rock Mexicano", y también en "Doscientos Discos Chingones del Rocanrol Mexicano". El Sr. González afirma que su motivación para crear, más que el dinero, es el amor a la música.
En el 2000, publicó su segundo disco titulado La Vida es el Viaje, producción de rock y pop. Su tercer producción se presentó en el 2004, el álbum llamado Rompecabezas, con el que "muestra lo que opina de la vida y de la música." Para el 2007, lanzó el disco Retrato Hablado, con el que logra un material recopilatorio, pop, roquero, desde su propia disquera Antídoto. El mismo año, y en el tenor de producciones independientes, aparece El Grao, un disco que no se vende, sino que se regalaba, en una "guerrilla musical" contra el establishment. Después de ganar una batalla con el cáncer linfático, el Sr. González presentó los discos Un Mundo Frágil, en el 2011, y en el 2014, Superviviente de mí. Por fortuna, este artista es una prueba viviente de que en ocasiones el cáncer es curable. Después de ocho quimioterapias, y un trasplante de médula, el músico logró afirmar "estoy sano", y presentar su álbum en vivo.

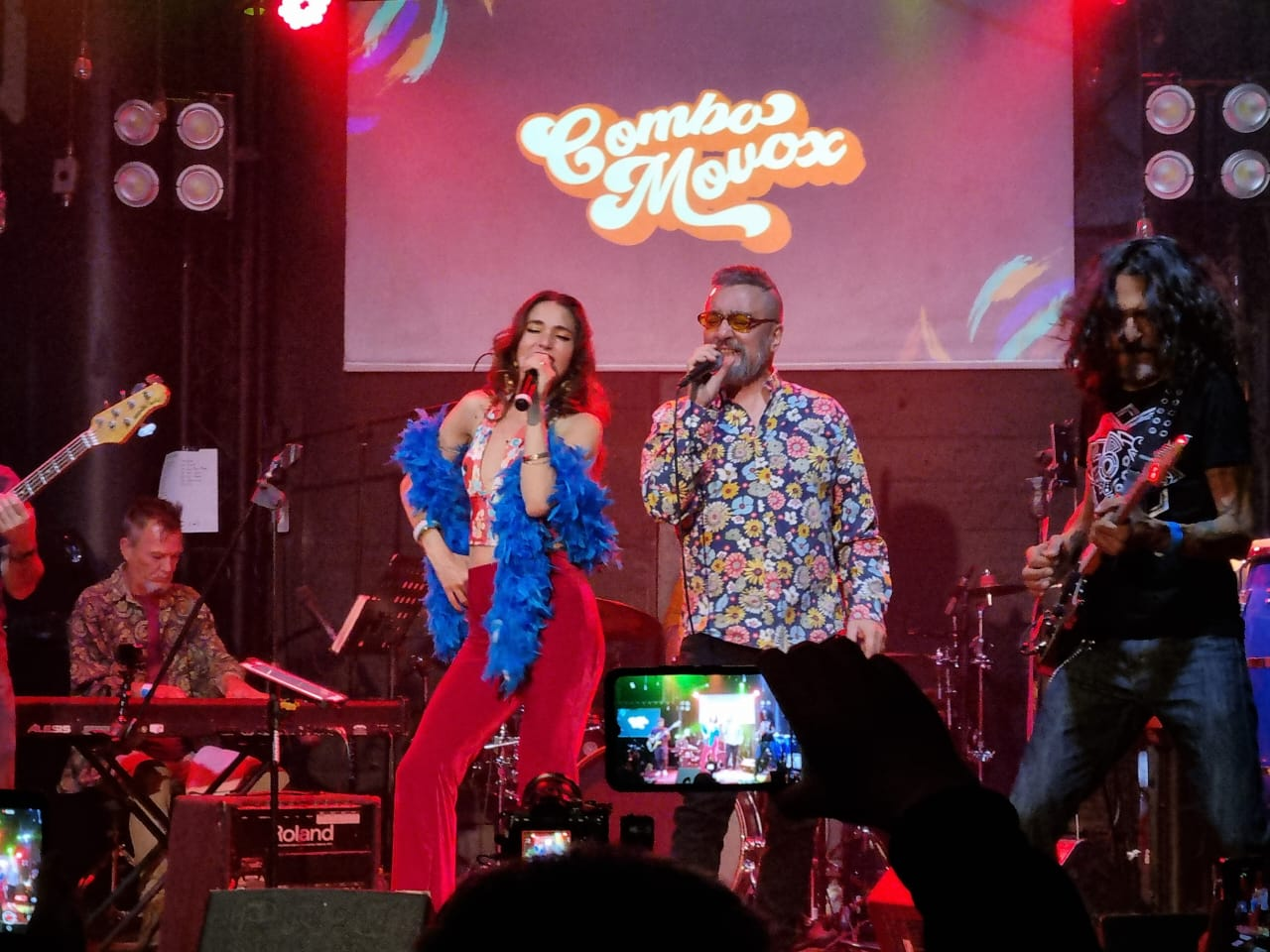
Combo Movox en el Hilvana 24 mar 2022

Actualmente, el Sr. González junto con la cantante Zaira Franco presentan su proyecto titulado ‘Combo Movox’.  Debutaron en diciembre del 2018. Del 2019 a la fecha, en el contexto de la pandemia, su sencillo “Dar amor” propone ser amorosos frente a la adversidad. Durante el 2023, lanzan la producción titulada "El Álbum".

## Discografía
Con Botellita de Jerez
- Niña de Mis Ojos (1989)
- Busca Amor (1991)
- Forjando Patria (1994)
- Superespecial Desenchufado (1996)
- El Último Guacarock (1997)
- #NoPinchesMames (2015)

Como solista
- El Sr. Gonzalez y los Cuates de la Chamba (1998)
- La Vida es el Viaje (2000)
- Rompecabezas (2004)
- Retrato Hablado (2007)
- Verdades o Mentiras / El Grao (2007)

- Un Mundo Frágil (2011)
- Así Suena MDMAR (2013)[22]
- Superviviente de mí (2014)[23]

Con Combo Movox
- El Álbum (2023)

## Escritor
El Sr. González ha publicado varios títulos como Mi Vida Pop y la trilogía 60 Años De Rock Mexicano.

En 60 años de rock mexicano, relata una experiencia como integrante de la escena de rock en español, a la par que enlista la obra de cientos de artistas. Considera que la historia del rock mexicano ha sido a contracorriente, pero sin embargo es importante documentarla, por lo que se esforzó en publicar la trilogía que cubre los años de 1956 al 2016. Gracias a esta experiencia, el autor afirma que:
“Yo solía pensar que la historia del rock mexicano estaba plagada de eslabones perdidos, pero lo cierto es que todo va conectado. Las cosas suceden por reacción a lo ocurrido. Que ahora haya bandas haciendo rock con las características que poseen, no es porque sí nada más. No es por generación espontánea, hubo un antes.” 
Esta obra ha sido muy bien recibida por la comunidad del rock en México.  

## Libros Publicados
De la autoría del Sr. González
- Mi Vida Pop. Primera edición (2011)  ISBN:978-607-95512-2-3. Segunda edición (2013)  ISBN:978-607-514-677-5
- 60 Años de Rock Mexicano, Volumen I (1956-1979) (2016) ISBN 978-607-529-063-8
- 60 años de rock mexicano, vol. II (1980-1989) (2018) ISBN:978-607-316-907-3
- 60 años de rock mexicano, volumen III (1990-2016) (2019)